# دمن (روستا)
دمن (به ترکی آذربایجانی: Deman) یک منطقهٔ مسکونی در جمهوری آذربایجان است که در شهرستان یاردیملی واقع شده‌است.
این روستا همجوار روستای آواش است.